# Кабезон
Кабезон (Semnornis) — рід дятлоподібних птахів монотипової родини Semnornithidae. Інколи, традиційно, класифікують як представника родини туканових (Ramphastidae) у монотиповій підродині кабезонних (Semnornithinae). Містить два види.

## Поширення
Рід поширений в Неотропіці. Semnornis frantzii обмежений вологими лісистими нагір'ями Коста-Рики та Панами, а Semnornis ramphastinus мешкає в західних гірських лісах Еквадору і Колумбії.

## Види
- Кабезон оливковий (Semnornis frantzii)
- Кабезон сірощокий (Semnornis ramphastinus)